# Nothing to Gein
Nothing to Gein è un singolo della band statunitense Mudvayne, il terzo estratto dal loro album di debutto L.D. 50.

## Descrizione
La canzone è ispirata al serial killer statunitense Ed Gein. Matt McDonough ha affermato che mentre lui e Chad Gray scrivevano il testo di "Nothing to Gein", Greg Tribbett eseguiva un riff che si alternava in battute di quattro e cinque. Poiché il numero nove è un numero lunare (cioè fondamentale nell'aritmetica lunare), McDonough ha ritenuto che il riff si adattasse bene al testo che parlava del suddetto serial killer e dei suoi delitti notturni.

## Formazione
- Chad Gray - voce
- Greg Tribbet - chitarra
- Ryan Martinie - basso
- Matt McDonough - batteria